# Mèdici

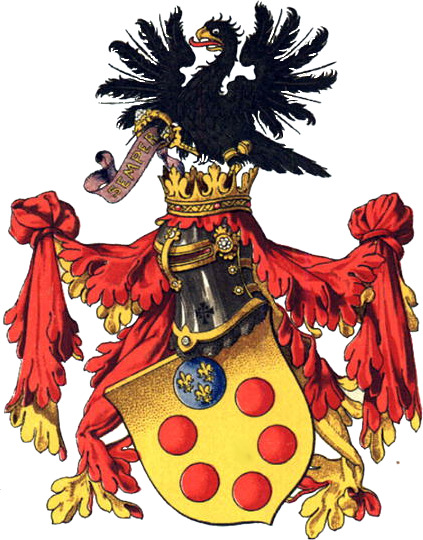
Escut d'armes dels Mèdici

Els Mèdici foren un llinatge acabalat i que promogué el mecenatge de l'art florentí, encapçalaren la ciutat de Florència tant en el període de la República com en el de la Monarquia. Els Mèdici, governen durant uns tres segles (segle xiv-xv) tot patint exilis, sempre amb esplendor, fins a la seva davallada al segle xviii.
Els Mèdici van produir quatre papes de l'Església catòlica — Lleó X (1513-1521), Climent VII (1523-1534), Pius IV (1559-1565) i Lleó XI (1605) — i dues reines de França: Caterina de Mèdici (1547–1559) i Maria de Mèdici (1600–1610). El 1532, la família va adquirir el títol hereditari de duc de Florència. El 1569, el ducat va ser elevat al Gran Ducat de Toscana després de l'expansió territorial. Els Mèdici van governar el Gran Ducat des dels seus inicis fins al 1737, amb la mort de Gian Gastone de Mèdici. El gran ducat va ser testimoni d'èpoques de creixement econòmic durant els primers grans ducs, però va quedar en fallida en l'època de Cosme III de Mèdici (r. 1670-1723).
La riquesa i la influència dels Medici es va derivar inicialment del comerç tèxtil guiat pel gremi de la llana de Florència, l'Arte della Lana. Els Mèdici van dominar el govern de la seva ciutat, van posar Florència sota el poder de la seva família i van crear un entorn en què l'art i l'humanisme van florir. Ells i altres famílies d'Itàlia van inspirar el Renaixement italià, com els Visconti i els Sforza a Milà, els Este a Ferrara, els Borgia a Roma i els Gonzaga a Màntua.
El Banc Mèdici, des de la seva creació el 1397 fins a la seva caiguda el 1494, va ser una de les institucions més pròsperes i respectades d'Europa, i la família Mèdici va ser considerada la més rica d'Europa durant un temps. A partir d'aquesta base, van adquirir el poder polític inicialment a Florència i posteriorment a Itàlia i Europa.
La família Mèdici va finançar la construcció de la basílica de Sant Pere i Santa Maria del Fiore, i van ser patrons de Brunelleschi, Botticelli, Leonardo da Vinci, Miquel Àngel, Rafael, Maquiavel i Galileu entre molts altres en les arts i les ciències. També van ser protagonistes de la contrareforma, des del començament de la reforma a través del concili de Trento i les guerres de religió franceses.

## El misteriós origen

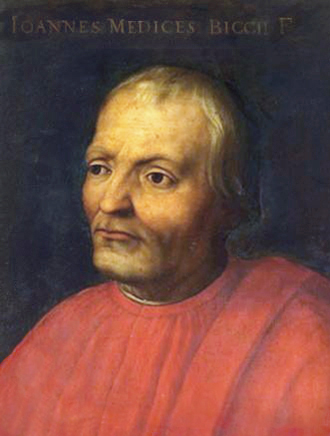
Giovanni de Bicci de Mèdici, fundador del Banc Mèdici

Aquesta família provenia dels Apenins, però no es coneix pràcticament res d'aquesta primera època. Això sí, tingueren una gran projecció europea. D'aquesta manera, el primer Mèdici més conegut i ja, de gran fortuna, serà el pare del famós Cosme el Vell, Giovanni de Bicci de Mèdici. Els Mèdici s'estructuren en dues branques la primera de les quals s'extingeix al segle xvi i l'altra dura fins al segle xviii.
A la primera branca té com a personatges més destacats: Cosme el Vell i Llorenç el Magnífic senyor de Florència, aquest últim serà molt important, ja que serà el que intervindrà en la vida de Botticelli, ja que seran amics. Sobre el Vell i el Magnífic, els trobarem a la República i tot i tenir la màxima autoritat, no ocuparan pas cap càrrec. Mentre Cosme el Vell se'l coneix per un home discretíssim, tot i que fou molt acabalat, Llorenç el Magnífic no es va estar de res puix li va agradar ostentar.
A la segona branca, té ja els últims Mèdici; com per exemple: Llorenç el Vell, que estendrà la seva saga fins al segle xviii. Aquesta és una branca secundària car la primera és la més famosa, però que serà substituïda en el període monàrquic.

## Primera branca

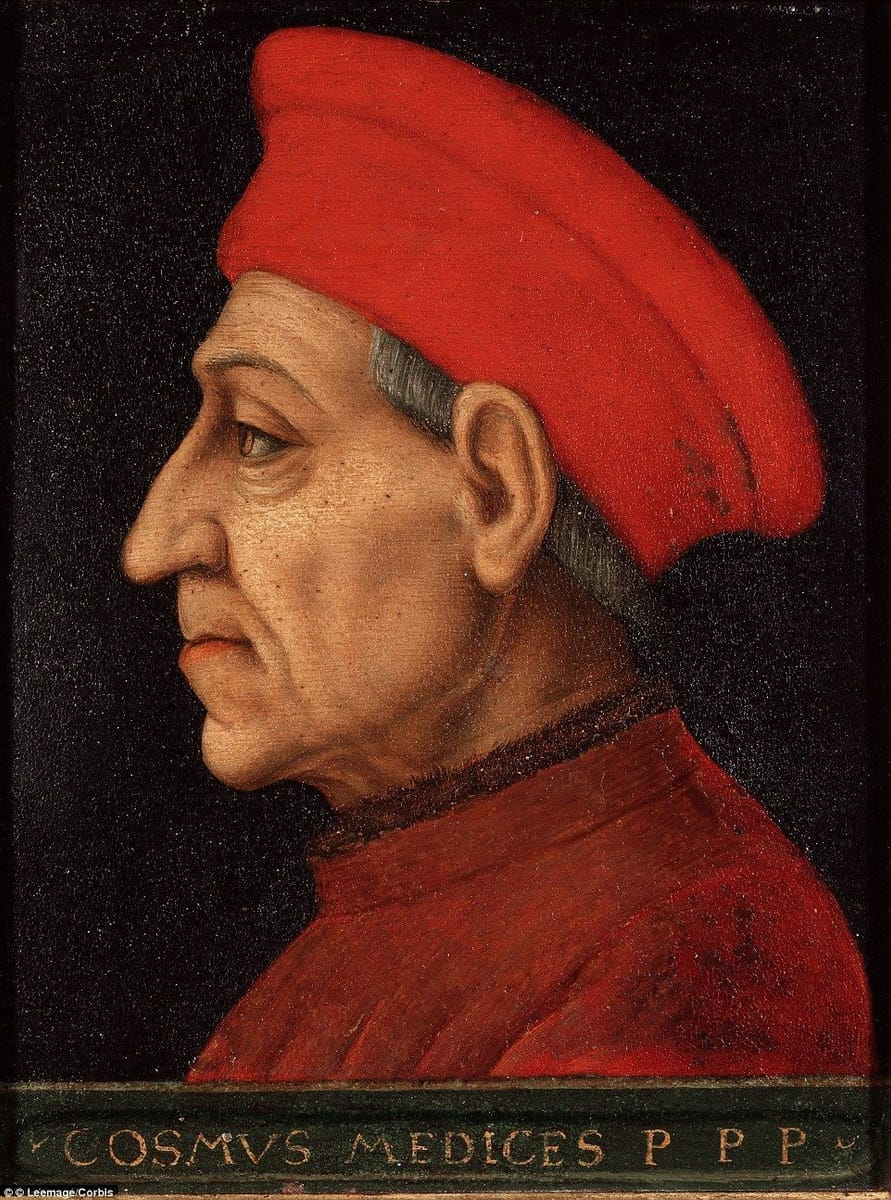
Cosme el Vell

Cosme el Vell vivia a l'ombra del seu pare. Ell es va casar amb una noia de la família Barri que fins a la boda havien estat els més rics de Florència, només fins a la boda, ja que van entrar en una fase de davallada, així en casar aquesta noia amb un Mèdici, varen rebrotar econòmicament
Els Mèdici no deixaven de ser una família noble més de les que hi havia a Florència, per tant, estaran sempre en disputes amb les altres famílies acabalades de Florència, motiu també pel qual no ostentaran cap càrrec, ja que cap família noble volia que cap altra li passés per sobre, obtenir el poder i haver-s'hi de sotmetre. Així, que abans preferien escollir algú de fora. Cosme el Vell es va haver d'exiliar, fins que el varen necessitar un altre cop essent aclamat. És conegut que no va aprofitar-se del poder, precisament perquè era molt discret. La gran majoria dels Mèdici consideraren l'art i la cultura en general una de les seves grans preocupacions i recordats pel seu llegat en l'art i la cultura renaixentista. Aquesta família estranyament al que ocorria a l'època tenia sensibilitat cultural, i n'hi haurà que renunciaran a la política per dedicar-se al mecenatge d'artistes únicament. En aquest cas, Cosme el Vell ens va deixar una de les grans obres, la Biblioteca Laurenziana, de 1494. A més a més, serà el mecenes de gent de tant renom com Brunelleschi o Donatello i l'ideòleg humanista, Pico della Mirandola.
En l'àmbit familiar, els fills de Cosme el Vell, el varen dur pel camí de l'amargor. En va tenir, que sapiguem, dos: Pere i Joan de Mèdici. Joan, per un cúmul de desgràcies, va morir, mentre que de Pere, senyor de Florència, va néixer Llorenç el Magnífic.
Llorenç el Magnífic fa esforços artístics i culturals per donar prestigi a Florència. Garantirà l'eficàcia, a la mort de Cosme, i després dels cinc anys de regnat de Pere el Gotós, com així es va conèixer. Pere, poc brillant, va haver de sofrir intents d'assassinat a causa de la rivalitat amb les altres famílies nobiliàries florentines entre els quals estan els Pitti. Posseïen el Palau Pitti, construït per a demostrar la seva supremacia. Però els Mèdici, no oblidaren l'atemptat i, en temps monàrquics, per venjar-se, el compraran als mateixos Pitti.
Pere el Gotós, dit així perquè era un personatge malaltís, amb freqüents atacs de gota, finançà a Botticelli l'Adoració dels mags el 1476. Llorenç el Magnífic ho faria amb la resta de la seva obra, a banda dels altres encàrrecs, com ara les pintures per la Capella Sixtina.
Els Mèdici, aconseguiran ser reconeguts com una família de Florència, tot assentant-se les bases per un Estat a la Toscana. No defugim que era una família que provenia dels Apenins, no era autòctona.
A Llorenç el Magnífic, no li pesà la política. Es va casar amb una dona de la família Orsini, de les més il·lustres de Roma, era un home que no s'estava de res en cap aspecte. Així, a diferència de Cosme el Vell, sempre va manifestar clarament les seves ambicions. Com a conseqüència, va enemistar-se amb el Papa Sixt IV, que es va fer amic de les famílies enemigues dels Mèdici com ara els Pazzi. El 26 d'abril, els Pazzi, amb el suport d'altres famílies nobles de Florència, de Sixt IV i del Rei Ferran I de Nàpols, planejaren una conspiració contra els germans Mèdici, Giuliano i Lorenzo. L'atemptat criminal posà fi a la vida de Giuliano, però Lorenzo sobrevisqué i ordenà una venjança sanguinària que va causar desenes de morts entre els conspiradors.
Al Palau de la Via Llarga, hi va haver un centre cultural molt actiu, que aconseguirà gran projecció. Llorenç el Magnífic acollirà un altre personatge que prendrà part en la vida del nostre pintor, Marsilio Ficino. A més, Llorenç, tornarà a acollir Pico della Mirandola, tal com havia fet Cosme. En el camp escultòric, comptarà amb Miquel Àngel, que es va convertir en un més.
Quan morí Llorenç el Magnífic, els Mèdici foren expulsats. S'exiliaren novament i Carles VIII de França ho aprofità per envair bona part de la Itàlia actual l'any 1494. El fill de Llorenç el Magnífic, dit Pere el Desafortunat, conegut per la seva mediocritat, haurà de pactar amb Carles, francès, que va passar per la Toscana, quedant-s'hi. Però davant de la resistència de les autoritats toscanes, s'acabaria retirant obrint-se pas a un període d'anarquia.
En aquest context arribà el frare dominic Savonarola; col·laborant amb el Papa Alexandre VI, llurs contraris intentaran acabar amb ell. Es presentà una demanda perquè Savonarola fos dut a la justícia papal, en què la ciutat estarà d'acord. Finalment és capturat essent condemnat a morir a la foguera.
Sobre l'anarquia, altre cop, ens durà a Piero Soderini. Segons afirmen, no era massa destre en el camp de la política; el mateix Maquiavel el va menysprear. Així arribaria Florència al segle xvi amb desprestigi i desordre intern, mentre la Corona d'Aragó i el Regne de França es disputaven l'hegemonia sobre els territoris itàlics. El Papa Juli II, no es quedaria enrere i s'interessà per Florència que li era enemiga.
Aleshores, un cardenal Mèdici, Joan de Mèdici, convenç al Papa Juli II de què si els Mèdici tornaven, tot aniria bé. Joan, es va sortir amb la seva i el 1512, dos anys després de la mort del pintor, gràcies a l'auspici papal i de catalans i aragonesos, torna. A més, a la mort de Juli II, Joan de Mèdici és escollit el seu successor, conegut com a Lleó X. Això representà canvis, perquè no podia dirigir a l'hora els Estats Pontificis i Florència. Nomenarà un cap de la família, el net de Llorenç el Magnífic, dit Llorenç de Mèdici duc d'Urbino, que resultà ser incompetent, per fer-se càrrec de la ciutat de Florència. Això va evidenciar més que el veritable poder residia en el Vaticà.
A la mort d'aquest Llorenç, la seva filla, Caterina de Mèdici, serà única successora legal. Lleó X, haurà d'enviar el seu cosí Juli a solucionar l'afer. Mentrestant, Lleó X es va encarregar de fundar els Estudis Generals de Roma essent succeït per Adrià VI. Aquest durà molt poc, i acabà essent succeït al seu torn, per Juli, el cosí de Lleó X, amb el nom de Climent VII.
Amb aquest, Carles d'Habsburg s'hi acabarà enemistant. Les autoritats florentines aleshores decidiran expulsar definitivament els Mèdici de Florència, però el Papa es va acabar aliant amb l'Emperador i reinstaurà els Mèdici a Florència. Alexandre de Mèdici seria l'escollit amb la condició que mantingués el govern que hi havia a Florència. Aquest, però, resultà ser un tirà i finalment acabà assassinat.

## La segona branca
És quan entra en acció la segona branca, amb Cosme I, un descendent de Llorenç el Vell (germà de Cosme el Vell, el fundador de la primera branca). Amb Cosme I, les institucions republicanes s'aboleixen de per vida i s'instaura una monarquia. Ell mateix es nomenà Gran Duc de la Toscana (incloent-hi Florència) i aquest títol, passarà als fills, doncs, de la segona branca. És quan els Mèdici dominaran amb càrrec. Fins ara no n'havien tingut pas.
A Cosme I de Mèdici, no se li va escapar tampoc de ser centralista, però gràcies a les seves excavacions es coneix molt dels antics etruscs. També estava molt interessat per la botànica, en va esdevenir un veritable apassionat; ho demostren els diversos Jardins Botànics que va escampar, com per exemple a Pisa, esplendorós. Un altre fet que va tenir en compte, fou assegurar la descendència dels Grans Ducs, amb Francesc de Mèdici i Ferran de Mèdici (d'entre d'altres). Pius IV, elevaria a Cardenal el segon. Francesc I, succeiria el pare.
Francesc I, sabem que va delegar als seus consellers la política, perquè a ell el tornava boig la química i també les ciències naturals. Va ser hàbil en crear una Galeria de Pintura que es va expandir fins a crear el Palau Uffizzi. Però Francesc I de Mèdici no serà tan escrupolós com el pare i no obtindrà fills legítims. Aleshores, Ferran, el Cardenal, haurà de prendre mesures. Les mesures varen ser previsibles, però la seqüència dels fets amaga molts misteris:
La dona de Francesc I, va convidar un dia a Ferran, i l'endemà van aparèixer morts Francesc I i la dona. Ferran serà exculpat perquè va dir que ell no havia estat (en ser cardenal es considerava que deia la veritat). Aleshores, a Ferran no li va quedar "altre remei" que deixar el Cardenalici, casar-se amb la filla del Gran Duc de Lorena (no s'estava de res, era una família riquíssima i prestigiosa) i esdevenir el nou Gran Duc de la Toscana. Com d'altres Mèdici, va seguir la tradició artística mentre reconduí la situació econòmica. Destaca el mecenatge de la "Gran Capella" a prop de l'església de Sant Llorenç. Dels seus dos fills, Cosme i Ferran, el succeí Cosme II.

## La davallada
Cosme II de Mèdici (1590-1621), iniciarà la davallada de la família, també tindrà interès per l'art, però la seva gestió serà nefasta. Va ser alumne de Galileo Galilei a qui després privilegià. Mort, jove, serà succeït per Ferran II (1610-1670), que ja iniciarà amb mal peu a causa d'un brot de pesta. Tot i voler implicar tots els germans que tenia, no va evitar la davallada. Igualment en remarquem la fundació de l'Academia dei Cimiento, de ciències naturals. Serà l'embrió, també, dels Uffizi. El seu fill, Cosme III de Mèdici (1642-1723), serà la riota europea per l'excés de religiositat. Va intentar fer reformes de tota classe autonomenant-se Ministre de Justícia, però no va tenir èxit. A més qui havia de ser el seu successor, es va distanciar, Ferran, morint de sífilis. Va haver d'anomenar un altre fill, Gian Gastone, a qui consideraven un inútil (1642-1723). Aquest passava de tot menys de l'art, i va acabar esdevenint l'últim Mèdici. El ducat, acabà recaient en Maria Teresa d'Àustria.

## Mecenatge dels Mèdici

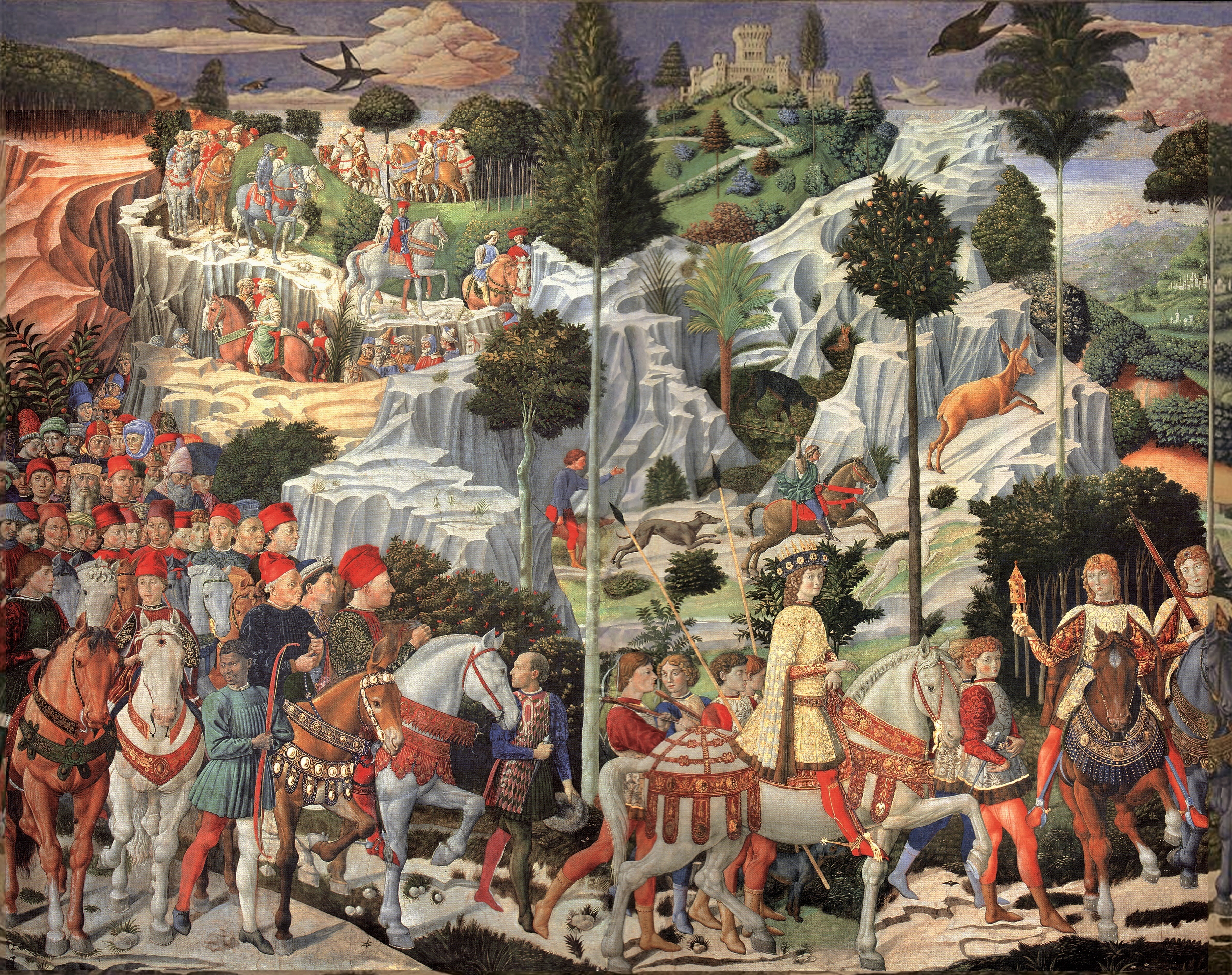
Membres de la família Mèdici en un fresc pintat per Benozzo Gozzoli el 1461

Els èxits més significatius de la família Mèdici foren en els àmbits de l'art, l'arquitectura i la ciència. Els talents als quals van donar feina i protecció són, avui dia, els noms més destacats d'aquest període cultural, tant a Itàlia com a Europa.
Giovanni de Bicci de Mèdici, el primer mecenes de la família, va ajudar Masaccio i va ordenar la reconstrucció de l'església de Sant Llorenç, a Florència.
Cosme de Mèdici va ser el mecenes d'artistes notables, com Donatello i Fra Angelico. A aquesta llista de noms il·lustres s'hi ha de sumar Miquel Àngel, el qual va produir una sèrie d'obres per a diversos membres de la família, començant per Llorenç el Magnífic. A més de promocionar les obres d'arquitectura i artístiques, els Mèdici van ser uns col·leccionistes prolífics que van aplegar gran quantitat d'obres que avui dia formen la col·lecció central de la Galleria degli Uffizi a Florència.
En arquitectura els Mèdici són els responsables de diversos edificis notables de Florència, com ara la Galleria degli Uffizi, el Palazzo Pitti, els jardins del Bòboli, el Belvedere i el Palau Mèdici.
- Giovanni de Bicci de Mèdici va encarregar personalment a Brunelleschi la reconstrucció de l'Església de Sant Llorenç el 1419.
- Cosme el Gran va demanar a Brunelleschi que acabés la cúpula de Santa Maria del Fiore. Finalitzada el 1436, va ser la cúpula més gran de la seva època.
- Eleonora de Toledo, esposa de Cosme, va comprar el Palau Pitti a Buonaccorso Pitti el 1550.
- Cosme I va encarregar a Vasari la construcció de la Galleria degli Uffizi el 1560.
- Maria de Mèdici, vídua d'Enric IV, i mare de Lluís XIII de França, posa com a model per a Peter Paul Rubens el 1622, per a la pintura a l'oli Maria de Mèdici, reina de França, arribant a Marsella.

Tot i que cap dels Mèdici es dedicava a la ciència, és ben sabut que la família era la mecenes de Galileu, el qual impartí classes als seus fills. Ferran II va interrompre aquest suport quan la Inquisició va acusar Galileu d'heretgia. Tot i això, la família va garantir durant molts anys un retir adequat per al científic. Galileu va posar el nom de quatre de les criatures dels Mèdici a les quatre llunes més grans de Júpiter.

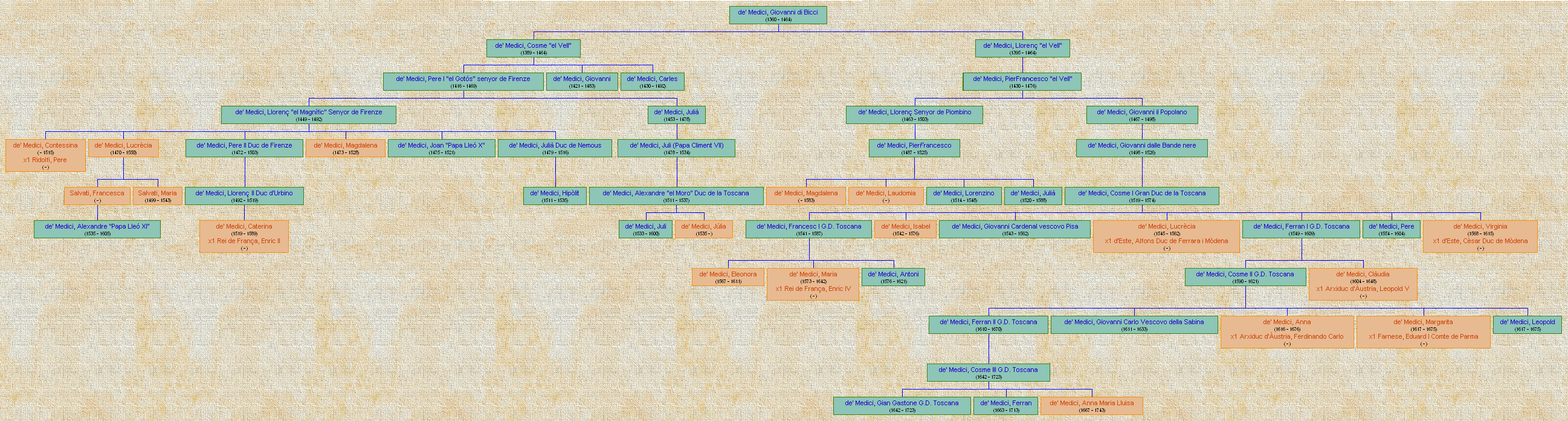
Arbre genealògic de la família Mèdici